# Čaradice
Čaradice este o comună slovacă, aflată în districtul Zlaté Moravce din regiunea Nitra. Localitatea se află la altitudinea de 245 m deasupra n.m., se întinde pe o suprafață de 17,85 km2 și în 2017 număra 506 locuitori.

## Istoric
Localitatea Čaradice este atestată documentar din 1209.

## Demografie
| An:                | 1994 | 2004   | 2014   | 2024   |
| ------------------ | ---- | ------ | ------ | ------ |
| Număr de persoane: | 555  | 517    | 515    | 545    |
| Diferență:         |      | −6,84% | −0,38% | +5,82% |

| An:                | 2023 | 2024   |
| ------------------ | ---- | ------ |
| Număr de persoane: | 534  | 545    |
| Diferență:         |      | +2,05% |